# Tarachodes beieri
Tarachodes beieri es una especie de mantis de la familia Tarachodidae.

## Distribución geográfica
Se encuentra en Zimbabue y Transvaal en (Sudáfrica).